# Ted 2
Ted 2 (prt/bra: Ted 2) é um filme estadunidense de 2015 dos gêneros comédia e fantasia dirigido por Seth MacFarlane e escrito por MacFarlane, Alec Sulkin e Wellesley Wild. Sendo a sequência de Ted (2012), o filme segue o ursinho de pelúcia falante Ted (dublado por MacFarlane) enquanto ele luta por seus direitos civis para ser reconhecido como um cidadão comum em vez de um "objeto". É estrelado por Mark Wahlberg, Amanda Seyfried, Giovanni Ribisi, Jessica Barth, John Slattery e Morgan Freeman.
O filme foi rodado em Massachusetts em julho de 2014. Ted 2 foi lançado em 26 de junho de 2015 nos Estados Unidos, pela Universal Pictures. Apesar do filme não ter conseguido o mesmo sucesso comercial e de crítica de seu antecessor, o filme conseguiu arrecadar US$ 215,9 milhões contra um orçamento de US$ 68 milhões.

## Sinopse
Já casado com Tami-Lynn, o ursinho Ted pretende ter um filho com ela, mas antes precisa provar judicialmente que é capaz de ser pai.

## Elenco
- Mark Wahlberg como John Bennett
- Seth MacFarlane como Ted
- Amanda Seyfried como Samantha Leslie Jackson
- Jessica Barth como Tami-Lynn McCafferty[5]
- Giovanni Ribisi como Donny[6]
- Richard Schiff como Steve
- Patrick Warburton como Guy[7]
- Morgan Freeman como Patrick Meighan[8]
- Michael Dorn como Rick
- Dennis Haysbert como o médico de fertilidade[9]
- Liam Neeson como um freguês
- Curtis Stigers como cantor do casamento
- Sam J. Jones como ele mesmo
- John Slattery como um selvagem[10]
- David Hasselhoff como ele mesmo
- Tom Brady como ele mesmo[11]
- Philip Casnoff como o cultivador do solo
- Nana Visitor como a agente de adoção

## Produção
Durante o evento da Comic-Con de 2012, no painel de American Dad!, Seth MacFarlane declarou que estaria propenso a realizar uma sequência para Ted. Em setembro de 2012, o presidente executivo Steve Burke disse que o estúdio estaria procurando fazer uma sequela Ted "o mais breve possível". Em janeiro de 2013, no programa Anderson Live, Mark Wahlberg confirmou que uma sequela estava sendo feita e que seria a primeira sequência de sua carreira e ao mesmo tempo revelou que ele e Ted (que foi dublado por Seth MacFarlane) iriam aparecer no Oscar 2013. Em 2 de outubro de 2013, foi anunciado que Ted 2 estava programado para ser lançado em 26 de junho de 2015.
Originalmente, o enredo do filme envolvia uma tentativa de John e Ted de contrabandear maconha pelo país, mas, devido a preocupações de que o conceito fosse muito semelhante ao filme We're the Millers (que havia sido lançado ainda quando Ted 2 estava em desenvolvimento), o conceito foi descartado e o enredo foi reformulado para ser inspirado na trilogia de livros North and South de John Jakes, bem como na vida de Dred Scott. Durante o período em que o filme ainda tratava do contrabando de drogas, a personagem de Mila Kunis estava planejada para retornar na sequência; no entanto, quando o enredo foi mudado, foi necessária uma advogada para ser a protagonista feminina, resultando numa falta de espaço para a personagem de Kunis, o que fez os produtores optarem por sua saída.
Em 14 de fevereiro de 2014, Amanda Seyfried foi escolhida como a protagonista feminina. Em 17 de junho de 2014, Jessica Barth foi confirmada para reprisar seu papel como Tami-Lynn. Em agosto e setembro de 2014, foi anunciado que Patrick Warburton regressaria como Guy, o colega de trabalho de John, e que Morgan Freeman, Nana Visitor, Michael Dorn, Dennis Haysbert, Liam Neeson, e John Slattery também participariam do elenco. As filmagens começaram em 28 de julho de 2014 e terminaram em 13 de novembro de 2014.

## Lançamento
Em 27 de janeiro de 2015, foi lançado o cartaz teaser do filme e dois dias depois, o trailer foi lançado em 29 de janeiro. Em Portugal, o filme foi lançado em 25 de junho de 2015. No Brasil, o filme foi lançado em 27 de agosto de 2015, dois meses depois do lançamento estadunidense e português.

### Recepção comercial
Ted 2 arrecadou US$ 81,5 milhões na América do Norte e US$ 135,2 milhões em outros territórios, para um total mundial de US$ 216,7 milhões, contra um orçamento de US$ 68 milhões.
Nos Estados Unidos e no Canadá, Ted 2 estreou no mesmo dia que Max, em 3.441 cinemas. O filme arrecadou US$ 2,6 milhões com suas exibições nas noites de quinta-feira em 2.647 cinemas, e US$ 13,2 milhões em seu dia de estreia. Em seu fim de semana de estreia, Ted 2 arrecadou US$ 33,5 milhões, terminando em terceiro na bilheteria atrás de Jurassic World (US$ 54,5 milhões) e Inside Out (US$ 52,3 milhões). O total de abertura foi uma decepção, considerando a projeção de abertura inicial do filme de US$ 45-50 milhões e a estreia de US$ 54,4 milhões de seu antecessor três anos antes; foi a segunda estreia consecutiva de baixo desempenho do diretor MacFarlane, após A Million Ways to Die in the West de 2014, que abriu com US$ 16,8 milhões.
Fora da América do Norte, o filme arrecadou cerca de US$ 20 milhões em seu fim de semana de estreia em vinte e seis países. Abriu em segundo lugar na Alemanha (US$ 3,7 milhões), Rússia e na CEI (US$ 3,5 milhões), e Austrália (US$ 3,3 milhões).

### Resposta da crítica
No Rotten Tomatoes, o filme tem uma taxa de aprovação de 45% com base em 206 avaliações com uma classificação média de 5,28/10; o consenso crítico do site diz: "Ted 2 reúne Mark Wahlberg e Seth MacFarlane para outra rodada de humor escatológico de segundo grau e, assim como antes, sua diversão dependerá de sua tolerância a todos os itens acima". No Metacritic, o filme tem a pontuação 48/100 com base em 38 críticas, indicando "críticas mistas ou médias". O público entrevistado pelo CinemaScore deu ao filme uma nota média de "B+" em uma escala de A+ a F.
James Berardinelli, do ReelViews, deu ao filme duas de quatro estrelas, dizendo: "Seria falso da minha parte afirmar que Ted 2 não é engraçado. Embora muitas vezes eu ficasse entediado com a direção árdua da história, eu ria de vez em quando". Chris Nashawaty, crítico de cinema da revista Entertainment Weekly, deu ao filme uma nota C+, argumentando: "Você percebe como deve ser estar preso na detenção com um bando de garotos de quinze anos que pensam que não há nada mais hilário do que repetir as mesmas piadas sobre pornografia, maconha e puxar pudim repetidas vezes. Parece engraçado, mas não é". Bill Goodykoontz do jornal The Arizona Republic deu ao filme duas de cinco estrelas, dizendo: "O filme, como a maioria dos trabalhos de MacFarlane, é uma mistura de momentos ocasionais de risadas altas e dignos de arrepios, mas há falhas de ignição que soam muito mais surdas do que ele parece pretender". Lindsey Bahr, da Associated Press, deu uma crítica negativa ao filme, dizendo: "Em um esforço admirável para seguir um caminho diferente, MacFarlane fez algo irremediavelmente bizarro: ele deu ao seu filme muita sinceridade e história e isso praticamente esmaga qualquer diversão que exista".

## Possível sequência
Em junho de 2015, o website de entretenimento Collider perguntou se o estúdio já estava planejando um terceiro filme, MacFarlane respondeu: "É tudo baseado no apetite. Se Ted 2 se sair tão bem quanto o primeiro, significa que as pessoas querem ver mais desses personagens. Se isso acontecer, então provavelmente haverá um 'Ted 3'. A franquia, para mim, é aquela que é mais baseada em personagens do que em premissas. Se você olhar para isso como episódios na televisão, se você tiver personagens que as pessoas gostam e querem vê-los, de novo e de novo, você pode contar qualquer número de histórias diferentes. Se houver um desejo por isso, então sim, faremos um 'Ted 3'".
Em 27 de outubro de 2015, durante entrevista no programa Today, MacFarlane, novamente, não descartou a possibilidade de realização de uma terceira parte de Ted ao afirmar: "[...] É possível que haja outro, mas não há planos imediatos".